# Saint-Basile (Québec)
Saint-Basile ist eine Stadt (ville) in der MRC Portneuf der kanadischen Provinz Québec. 
Sie liegt in der Verwaltungsregion Capitale-Nationale – etwa 50 km westlich der Provinzhauptstadt Québec und 8 km nördlich des Sankt-Lorenz-Stroms. Die Stadt zählt 2631 Einwohner (Stand: 2016) und ist nach dem Heiligen Basilius von Caesarea benannt.

## Geschichte
Im Jahr 2000 wurden der Sprengel (municipalité de la paroisse) Saint-Basile und die Gemeinde (municipalité de village) Saint-Basile-Sud zur Stadt Saint-Basile zusammengeschlossen.